# Lumek ozbrojený
Lumek ozbrojený (Amblyteles armatorius) je druh parazitické vosy z čeledi Ichneumonidae, kterou poprvé popsal Johann Reinhold Forster v roce 1771.

## Popis
Lumek ozbrojený má délku 12 až 16 mm, s výjimkou tykadel, které mají délku přibližně 9 milimetrů. Hlava a hrudník této velké vosy jsou černé, kromě žlutého štítku. Břicho je žluté a u samic oválnější, se širokými černými pruhy. Nohy jsou žluté, kromě zadních, které jsou černé a žluté. Tento druh nemá žihadlo, takže charakteristické znaky mnoha vos s žihadly představují ochranné mimikry.
Dospělce lze obvykle nalézt v létě na květinách, zejména na miříkovitích, živí se nektarem a pylem. Dospělci přezimují. Samičky této parazitické vosy kladou vajíčka do housenek můr. Když se vylíhnou, larvy se živí svými hostiteli.

## Distribuce a stanoviště
Tento druh je přítomen ve většině Evropy, na Blízkém východě, v nearktické oblasti a v orientální oblasti. Vyskytují se obvykle v živých plotech, loukách a okrajích smrkových lesů.